# Peter M. Huber
Peter Michael Huber (* 21. Januar 1959 in München) ist ein deutscher Rechtswissenschaftler und ehemaliger Politiker (CSU/CDU). Von 2010 bis 2023 war er Richter des Bundesverfassungsgerichtes. Zuvor war er ab November 2009 Innenminister des Freistaates Thüringen (Kabinett Lieberknecht). Seit 2002 ist Huber zudem ordentlicher Professor an der Universität München.

## Ausbildung
Nach dem Abitur am Benediktinergymnasium Ettal leistete er seinen Wehrdienst als Reserveoffizieranwärter beim Gebirgsjägerbataillon 231 in Bad Reichenhall ab. Danach studierte er als Stipendiat der Stiftung Maximilianeum Rechtswissenschaften an den Universitäten München und Genf. Im Dezember 1987 legte er in München sein zweites Staatsexamen ab. Im gleichen Jahr wurde er an der Universität München mit einer Arbeit über „Grundrechtsschutz durch Organisation und Verfahren als Kompetenzproblem in der Gewaltenteilung und im Bundesstaat“ (Betreuer: Peter Badura) zum Dr. jur. promoviert. Dort erfolgte auch im Februar 1991 seine Habilitation mit einer Schrift über „Konkurrenzschutz im Verwaltungsrecht“; Huber bekam die Lehrbefähigung für Staats- und Verwaltungsrecht verliehen.

## Beruf
Nach Tätigkeiten an den Universitäten Augsburg, Jena und Bayreuth ist Huber seit 2002 Inhaber des Lehrstuhls für Öffentliches Recht und Staatsphilosophie an der Universität München. Vor der Vereinigung der Deutschen Staatsrechtslehrer berichtete Huber auf der Tagung 2000 in Leipzig über das Thema Europäisches und nationales Verfassungsrecht. Seit 2001 ist er Mitglied der Akademie gemeinnütziger Wissenschaften zu Erfurt.
Huber ist Mitherausgeber der Fachzeitschrift Archiv des öffentlichen Rechts und war vor seiner Vereidigung zum Thüringer Innenminister Mitglied des Staatsgerichtshofes der Freien Hansestadt Bremen, Vorsitzender des deutschen Juristen-Fakultätentages sowie Vorsitzender der Kommission zur Ermittlung der Konzentration im Medienbereich.
Seine Antrittsvorlesung in München stellte Huber unter den Titel „Deutschland in der Föderalismusfalle?“ und analysierte Zustand und Reformbedarf am föderalistischen System Deutschlands. Dieses Thema vertiefte Huber weiter, als er für den 65. Deutschen Juristentag in Bonn 2004 das Gutachten der öffentlich-rechtlichen Abteilung erstattete. Das Gutachten erschien unter dem Titel „Klarere Verantwortungsteilung von Bund, Ländern und Kommunen?“.
Als einer von mehreren Sachverständigen wurde Peter M. Huber 2003 in die Kommission von Bundestag und Bundesrat zur Modernisierung der bundesstaatlichen Ordnung berufen. Dieses Gremium bereitete die große Grundgesetzänderung vor, die als Föderalismusreform I bekannt wurde.
Vom November 2009 bis zum 16. November 2010 war Huber Innenminister des Landes Thüringen im Kabinett Lieberknecht.
Am 11. November 2010 wurde Huber durch den Wahlausschuss des Deutschen Bundestags zum Richter des Bundesverfassungsgerichts gewählt. Er gehörte dort dem Zweiten Senat als Nachfolger von Siegfried Broß an. Huber erhielt am 16. November 2010 seine Ernennungsurkunde von Bundespräsident Christian Wulff. Als Verfassungsrichter agierte Huber im Zweiten Senat bisher unter anderem als Berichterstatter im Verfahren zur verfassungsrechtlichen Überprüfung des Euro-Rettungsfonds ESM und erneut von 2015 bis 2020 beim public sector purchase programme (PSPP). Nach heftiger Kritik der Öffentlichkeit in Deutschland und der Europäischen Union an der Entscheidung zu den PSPP vom Mai 2020 erklärte Huber in einem seltenen Interview in der FAZ die Entscheidung und trat den Kritikern mit den Worten entgegen: „Das Urteil war zwingend“. Im Dezember 2020 legte er im Interview mit der NZZ zudem seine Sicht des Zusammenspiels von Institutionen in der EU dar und konkretisierte seine Aussagen zum PSPP-Urteil vom Mai 2020. Im Januar 2023 schied er aus dem Bundesverfassungsgericht aus. Sein Nachfolger wurde Thomas Offenloch.
2020 wurde Huber in die Academia Europaea gewählt. 
Huber war von 2012 bis 2024 Mitglied des Vorstands der Carl Friedrich von Siemens Stiftung und ist seit 2023 Kuratoriumsmitglied der Fazit-Stiftung, die als Mehrheitseigentümerin die Frankfurter Allgemeine Zeitung kontrolliert.

## Kritik
Bei konservativen CDU-Funktionären des Xantener Kreises stieß 2014 sein Wirken als Verfassungsrichter auf Kritik. Dem Bundesverfassungsgericht wurde vorgeworfen, es betreibe die Liberalisierung der Gesellschaft, was insbesondere dem CDU-Mitglied Huber negativ ausgelegt wurde. Die Kritiker um Volker Kauder, Wolfgang Bosbach und Johannes Singhammer waren gegen Splittingtarif und Sukzessivadoption für eingetragene Lebenspartner, aber auch die Aufhebung der 3%-Hürde bei Europawahlen wurde kritisiert.
Hubers Position als Berichterstatter im Rahmen des EZB-Urteils 2020 stieß auf viel Zustimmung und Kritik.

## Habilitationen
Bei Huber habilitierten sich erfolgreich:
- 2014: Sebastian Unger (Professor an der Ruhr-Universität Bochum)
- 2010: Ferdinand Wollenschläger (Professor an der Universität Augsburg)
- 2000/2001: Stefan Storr (Professor an der Wirtschaftsuniversität Wien)

## Sonstiges
Huber engagiert sich für mehr (direkte) Demokratie und war bis zum 12. Mai 2012 Mitglied des Kuratoriums des gleichnamigen Vereins Mehr Demokratie.
Er ist verheiratet und hat zwei Kinder.

## Ehrungen und Auszeichnungen
- 2023: Großes Verdienstkreuz mit Stern und Schulterband des Verdienstordens der Bundesrepublik Deutschland[21]

## Schriften (Auswahl)
- Grundrechtsschutz durch Organisation und Verfahren als Kompetenzproblem in der Gewaltenteilung und im Bundesstaat. VVF, München 1988, ISBN 3-88259-532-9 (Dissertation, Universität München, 1987).
- Konkurrenzschutz im Verwaltungsrecht. Schutzanspruch und Rechtsschutz bei Lenkungs- und Verteilungsentscheidungen der öffentlichen Verwaltung. Mohr, Tübingen 1991, ISBN 3-16-145804-4 (Habilitationsschrift, Universität München, 1990/91).